# Golpe de Estado no Togo em 1963

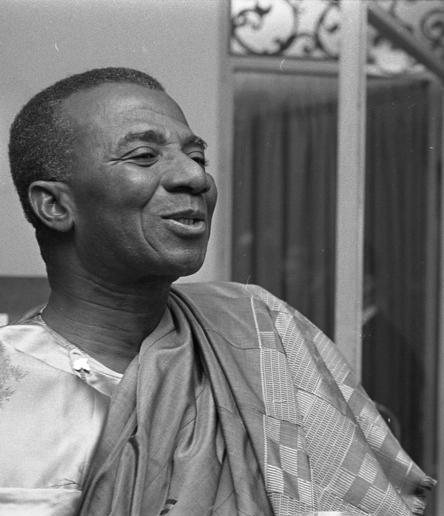
Sylvanus Olympio, o primeiro presidente do Togo foi assassinado por oficiais militares no golpe de 1963.

Golpe de Estado em Togo em 1963 foi um golpe militar ocorrido no Togo em 13 de janeiro de 1963. Os líderes golpistas (principalmente Emmanuel Bodjolle, Étienne Eyadéma e Kléber Dadjo) tomaram os edifícios do governo, prenderam a maior parte do gabinete  e assassinaram o primeiro presidente do Togo Sylvanus Olympio fora da embaixada estadunidense em Lomé. Os líderes do golpe trouxeram rapidamente Nicolas Grunitzky e Antoine Meatchi, ambos os quais eram adversários políticos exilados de Olympio, conjuntamente para formar um novo governo. Enquanto o governo de Gana e seu presidente Kwame Nkrumah foram implicados no golpe e no assassinato de Olympio, uma investigação completa nunca foi concluída e o clamor internacional terminaria eventualmente. O evento foi importante como o primeiro golpe de Estado nas colônias francesas e britânicas da África que alcançaram a independência nas décadas de 1950 e 1960, e Olympio é lembrado como um dos primeiros chefes de Estado a ser assassinado durante um golpe militar na África.